# Karls-Gymnasium Stuttgart
Das Karls-Gymnasium Stuttgart ist ein humanistisches Gymnasium im Stuttgarter Süden. Namensgeber war der dritte württembergische König Karl I.
Die Schule ging aus der 1881 vollzogenen Teilung des 1686 gegründeten und räumlich zu eng gewordenen Gymnasium illustre hervor. Neben dem Karls-Gymnasium entstand dadurch auch das Eberhard-Ludwigs-Gymnasium.

## Schulgebäude

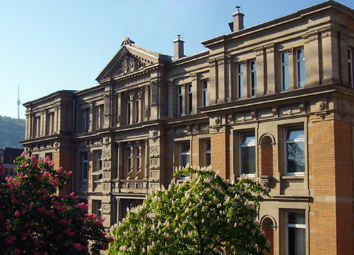
Vorderansicht des Schulgebäudes, fotografiert aus der Furtbachstraße im Jahr 2006

Im Jahr 1885 konnte die Schule aus den vorübergehend genutzten Räumen im „Polytechnikum“ in der unteren Königstraße und dem „Mäntlerschen Haus“ in der Stiftstraße in das im Stil der italienischen Renaissance errichtete Schulgebäude in der Tübinger Straße umziehen. Das Gebäude wurde von 1883 bis 1885 durch den Architekten Adolf Wolff errichtet. Räume für Naturwissenschaften, für Zeichnen und Musik sowie eine Turnhalle finden hier ihren Platz. Als Glanzstück rühmt man den neuen Festsaal. Das Schulhaus wird noch immer genutzt, einzig die Turnhalle musste einem Neubau weichen, der im Jahr 2007 eingeweiht wurde. Um mehr Platz zu haben, wurden außerdem drei Stockwerke in einem Wohn- und Geschäftshaus in der Furtbachstraße, also in unmittelbarer Nachbarschaft des Schulhauses, angemietet. Diese Räume finden hauptsächlich für den Unterricht der Oberstufe Verwendung.

## Profil
Das Karls-Gymnasium hat ein sprachlich-humanistisches Profil. Die Sprachenfolge ist Latein und Englisch ab Klasse 5 und Altgriechisch oder Französisch ab Klasse 8. Arbeitsgemeinschaften in Hebräisch, Französisch und Spanisch werden zusätzlich angeboten. Der Abschluss Europäisches Gymnasium ist möglich. Ab dem Jahrgang, der im Sommer 2015 an das KG kam, ist auch eine Wahl des Fachs NWT neben Französisch und Altgriechisch möglich.
Seit dem Schuljahr 1991/92 wird, damals noch im Rahmen eines Schulversuchs, das Abitur nach Klasse 12 angeboten. Ab dem Schuljahr 2006/2007 wurde ein Zug für Hochbegabte eingerichtet.
Eine weitere Besonderheit der Schule ist das projektorientierte Unterrichtsfach „Mensch und Natur“. Der hierfür an der Schule entwickelte Bildungsplan verbindet geisteswissenschaftliche mit naturwissenschaftlichen Themen und wird jeweils von zwei Lehrern im Rahmen von Lehrgruppenunterricht (team teaching) unterrichtet.
Im Rahmen des regulären Stundenplans werden in der Regel ab der fünften Klasse Theaterstücke, Balladen und Gedichte einstudiert und in Kooperation mit den Fächern Bildende Kunst und Musik aufgeführt.
Baden-Württemberg kehrt ab dem Schuljahr 2025/2026 vom G8- zum G9-Abitur zurück. Das Karls-Gymnasium ist das einzige, das dank bestehendem Interesse weiterhin einen achtjährigen Zug mit 27 Schülern anbieten kann. Im restlichen Bundesland gab es insgesamt nur 40 Anmeldungen.

## Arbeitsgemeinschaften

### Musischer Bereich
- Karl’s Drama Group: Im Lauf eines Schuljahrs wird ein englischsprachiges Stück aufgeführt und ein Theaterabend mit englischen sketches und one-act plays gestaltet.
- Bildende Kunst
- Musik: Die beiden Orchester geben zusammen mit den drei Chören und der Big Band ein Weihnachts- und ein Sommerkonzert. Weitere Auftritte der Musiker innerhalb und außerhalb der Schule finden ebenso statt.
- Theater: Im Lauf eines Schuljahrs werden von den deutschsprachigen Theater-AGs zwei abendfüllende deutschsprachige Dramen mit bis zu 30 Mitwirkenden aufgeführt, meist in je vier Vorstellungen.

### Sprachen
- Französisch (für Schüler, die Griechisch als Unterrichtsfach wählen)
- Hebräisch
- Spanisch
- TOEFL: Arbeitsgemeinschaft zur Vorbereitung des Tests

### Bilinguale / Fremdsprachliche
- Bilingual History
- Debating Society
- Karl’s Drama Group

### Sport
- Hockey
- Judo
- Schach
- Sport und Spiel (für die Unterstufe)
- Volleyball
- Reiten

### Sonstige
- Archiv und Schulgeschichte
- Chemie
- Go
- Internetgrundlagen, Webdesign (HTML, CSS), Programmierung (JavaScript, PHP), Homepage-Verwaltung
- Schulsanitätsdienst
- Streitschlichter
- Schülerzeitung „NUNTIUS“

## Förderverein
Der Verein der Freunde und Förderer des Karls-Gymnasiums e. V. wurde im Jahr 1949 von dem damaligen Schulleiter Ulrich Weizsäcker gegründet. Ziele des Vereins sind die Pflege der Beziehungen von Ehemaligen untereinander und zu ihrer alten Schule, die Finanzierung besonderer Aktivitäten, Hilfsmittel, Geräte usw. und die Gewährung von Zuschüssen an Schüler, speziell für Exkursionen und Ausfahrten.
Seit 2002 vergibt der Verein den Karls-Preis an Abiturienten, der sich in herausragender Weise für die Schulgemeinschaft eingesetzt haben.

## Partnerschulen
Die Schule unterhält Schüleraustauschprogramme mit The Leys in Cambridge (England), der Neo Scholeio Dalamanara in Nafplio (Griechenland) und dem Sportovni gymnazium in Brünn (Tschechien) sowie mit dem Collège Paul d'Aubarède in Saint-Genis-Laval in der Nähe von Lyon (Frankreich).

## Schullandheime
Alle Klassen 6 verbringen zu Beginn des Schuljahrs eine Woche im Schullandheim. Die Schüler der Klassen 8 sind 10 Tage im Winterschullandheim in einem Skilager, wo sie sich die ganze Zeit über selbst versorgen.

## Persönlichkeiten

### Schulleiter
- 1881–1895 Max von Planck
- 1895–1919 Gottlob Egelhaaf
- 1919–1932 Wilhelm Nestle
- 1932–1945 Erich Herrmann
- 1945–1948 Rudolf Lambert (kommissarisch)
- 1948–1952 Ulrich Weizsäcker
- 1952–1953 Eugen Geiger (kommissarisch)
- 1953–1972 Adolf Palm
- 1972–1975 Berthold Strobel
- 1975–1991 Reinhard Winter
- 1991–2005 Hartmut Schmid
- seit 2005 Dieter Elsässer

### Lehrer
- Günther Dohmen (1926–2022), Deutsch, Geschichte, Englisch und Französisch-AG
- Theodor Eisele (1867–1917), Latein und Altgriechisch
- Johannes von Hieber (1862–1951), Religion, Philosophie und Hebräisch
- Hermann Kleinknecht (1901–1960), Latein, Altgriechisch und Geschichte
- Rudolf Kittel (1853–1929), Religion und Hebräisch
- Alfred Lotze (1882–1964), Mathematik und Physik
- Adolf Rapp (1841–1905), Latein und Altgriechisch
- Max Reischle (1858–1905), Religion
- Wilhelm Schmid (1859–1951), Gymnasialvikar
- Gustav Sixt (1856–1904), Latein und Altgriechisch
- Karl Weller (1866–1943), Geschichte

### Schüler
- Eberhard Ackerknecht (1883–1968), Veterinäranatom
- Konrad Badenheuer (* 1966), Verleger, Journalist und Sachbuchautor
- Ernst Waldemar Bauer (1926–2015), Publizist und Biologe
- Joachim Bauer (* 1951), Molekularbiologe, Neurobiologe und Arzt
- Michael Beck (* 1967), Hip-Hop-Musiker
- Klaus Bergdolt (1947–2023), Professor für Geschichte und Ethik der Medizin
- Oskar Bloch (1881–1937), Architekt und Regierungsbaumeister
- Eugen Bolz (1881–1945), Politiker der Zentrumspartei, württembergischer Staatspräsident bis 1933, Widerstandskämpfer gegen das NS-Regime
- Gerhard Bürkle (* 1944), Kaufmann und ehemaliges Mitglied des Bayerischen Senats
- Felix von Cube (1927–2020), Erziehungswissenschaftler
- Edmund Dipper (1871–1933), Mediziner und Hochschullehrer
- Hermann Dold (1882–1962), Hygieniker, Bakteriologe und Hochschullehrer
- Hans von Donat (1891–1992), deutscher Generalleutnant
- Naomi Fearn (* 1976), Comiczeichnerin
- Cäsar Flaischlen (1864–1920), Schriftsteller
- Bruno Frank (1887–1945), Schriftsteller[7]
- Emil Gansser (1874–1941), Sprengstoffchemiker und NSDAP-Politiker
- Michael Germann (* 1967), Jurist und Hochschullehrer
- Carl Gottfried Gok (1869–1945), Geschäftsmann und Politiker
- Eugen Graf (1873–1923), Politiker
- Robert Graham (* 1942), Physiker
- Ludwig H. O. Grosse (1907–1992), Ehrenaufsichtsratsvorsitzender der Alte Leipziger – Hallesche
- Hans Grunsky (1902–1988), Philosoph
- Friedrich Haag (1930–2022), FDP-Politiker
- Gustav Adolph von Halem (1899–1999), Diplomat, Verleger und Filmkaufmann
- Rudolf Häussler (* 1928), Unternehmer
- Oscar Heiler (1906–1995), Schauspieler
- Herbert Henck (1948–2025), Pianist
- Wilhelm Hengstenberg (1885–1963), Orientalist in München[8]
- Nadine Hildebrand (* 1987), Leichtathletin
- Ernst Hohl (1886–1957), Althistoriker
- Wolf Irion (1909–1981), Architekt
- Wolf von Kalckreuth (1887–1906), Dichter und Übersetzer
- Aki Käppeler (* 1994), Feldhockeyspieler
- Hans Joachim Kauffmann (1926–2008), Dirigent, Komponist und Hochschullehrer
- Rudolf Kaulla (1872–1954), Hochschullehrer, Buchautor und Mitinhaber des Bankhauses Jacob S.H. Stern
- Lutz Kayser (1939–2017), Raketentechniker und OTRAG-Gründer[9]
- Dieter Kessler (* 1948), Ägyptologe
- Karlheinz Kessler (* 1948), Assyriologe
- Rainer Kimmig (* 1959), Gynäkologe
- Manfred Klaiber (1903–1981), Diplomat
- Wilhelm Kohlhaas (1899–1995), Offizier, Richter, Militär- und Landeshistoriker
- Max Kohlhaas (1909–1985), Bundesanwalt
- Augustin Krämer (1865–1941), Marinearzt, Anthropologe und Ethnologe
- Ulrich Lebsanft (1916–2014), Diplomat
- Kurt Freiherr von Liebenstein (1899–1975), Generalmajor
- Karl Lieblich (1895–1984), Schriftsteller[10]
- Heinrich Lilienfein (1879–1952), Schriftsteller
- Otto Linck (1892–1985), Förster, Geologe, Paläontologe, Naturschützer, Landschaftspfleger, Fotograf, Schriftsteller und Dichter
- Matthias Matussek (* 1954), Journalist und Publizist
- Elmar Michel (1897–1977), Jurist, Staatsbeamter in der NS-Zeit und Manager in der Bundesrepublik
- Wolfgang Muff (1880–1947), Offizier
- Karl Münchinger (1915–1990), Dirigent, Gründer des Stuttgarter Kammerorchesters
- Eduard Neuffer (1900–1954), Archäologe
- Kurt Noack (1888–1963), Botaniker
- Michael Piazolo (* 1959), Politiker
- Günther Rall (1918–2009), Generalleutnant der Bundeswehr
- Friedrich Rau (1916–2001), Jurist und Politiker
- August Reuß (1902–1986), Landrat
- Hans-Karl Riedel (1893–1967), Fabrikant und Kommunalpolitiker
- Hans Otto Roecker (1887–1957),  Redakteur, Theater- und Kunstkritiker
- Georg A. Roemer (1892–1972), Neurologe, Psychiater und Psychoanalytiker
- Hermann Römer (1880–1958), evangelischer Pfarrer und Hochschullehrer
- Jonathan Roth (1873–1924), Jurist und Mitglied des Reichstags
- Walter Erich Schäfer (1901–1981), Agronom, Dramaturg und Generalintendant des Württembergischen Staatstheaters
- Albert von Schmidlin (1844–1910), Oberamtmann, Stadtdirektor von Stuttgart und Regierungspräsident
- Carlo Schmid (1896–1979), Politiker und Staatsrechtler
- Ernst Paul Theodor Schüz (1901–1991), Ornithologe
- Abraham Schweizer (1875–1942), Rabbiner
- Gerhard Schweizer (* 1940), Kulturwissenschaftler und freier Schriftsteller
- Erwin Starker (1872–1938), Maler
- Ernst Steinbach (1906–1984), evangelischer Theologe und Religionsphilosoph
- Britta Stolterfoht (* 1970), Linguistin
- Walter Strich-Chapell (1877–1960), Kunstmaler
- Hermann Tafel (1833–1909), Jurist und Politiker
- Rolf Thieringer (1927–2022), Politiker (CDU)
- Eugen Ulmer (1903–1988), Rechtswissenschaftler
- Albrecht von Urach (1903–1969)
- Karl Gero von Urach (1899–1981)
- Wilhelm Karl von Urach (1864–1928)
- Wilhelm (III.) von Urach (1897–1957)
- Knut Urban (* 1941), Physiker
- Wolfgang Vater (1942–2021), Stadtverordnetenvorsteher von Hofheim am Taunus
- Hermann Voith (1878–1942), Unternehmer
- Karl Gustav Vollmoeller (1878–1948), Schriftsteller, Auto- und Flugzeugkonstrukteur, Filmpionier
- Carolin Wahl (* 1992), Autorin
- Karl Walser (1892–1982), Regierungspräsident
- Heinz Weil (1913–1998), Widerstandskämpfer, Fremdenlegionär, Landgerichtspräsident
- Ernst Weinschenk (1865–1921), Mineraloge und Petrologe
- Hans Jörg Weitbrecht (1909–1975), Psychiater und Neurologe
- Florian Werner (* 1971), Schriftsteller
- Susanne Wetterich (* 1956), CDU-Politikerin, Journalistin und Autorin
- Egmont Wildhirt (1924–2011), Hepatologe
- Lothar Wilhelmy (* 1940), Unternehmer und Stifter
- Karl August Zeller (1898–1974), Verwaltungsjurist und Landrat
- Robert Zepf (* 1968), Bibliothekar
- Kostja Zetkin (1885–1980), Arzt, Nationalökonom und Politiker
- Eugen Zimmermann (1862–1911), Oberamtmann